# Демократична партія Ботсвани
Демократична партія Ботсвани (ДПБ) — урядова консервативна партія в Ботсвані. Голова партії — Деніел Квелагобе (Daniel Kwelagobe).
Партію було засновано Серетсе Кхамою. Спирається на традиційні тсванійські громади.
На останніх виборах партія виграла 51,7 % голосів виборців і 44 з 57 місць у парламенті країни. Кандидат від ДПБ — чинний президент Ботсвани Ян Кхама.